# Горне Луге
Горне Луге (на сръбски: Горње Луге) е село в Черна гора, част от Община Андриевица. Населението на селото през 2003 година е 150 души, предимно етнически сърби.

## Население
- 1948 – 239 жители
- 1953 – 261 жители
- 1961 – 239 жители
- 1971 – 199 жители
- 1981 – 163 жители
- 1991 – 171 жители
- 2003 – 150 жители

### Етнически състав
(2003)
- 102 (68,0 %) – сърби
- 39 (26,0 %) – черногорци
- 1 (0,66 %) – югославяни
- 1 (0,66 %) – неопределени